# María Renée Prudencio
María Renée Prudencio, née à La Paz le 28 octobre 1974, est une actrice et scénariste bolivienne.

## Filmographie
Comme actrice
- 1987 : Muerte súbita (court métrage)
- 1995 : Jonah and the Pink Whale : Julia
- 1996 : La despedida (court métrage)
- 1996 : Nada personal (série télévisée) : Soraya
- 1997 : Mirada de mujer (série télévisée) : Adriana San Millán
- 1997 : Una noche más (court métrage)
- 1997 : Rivales por accidente (série télévisée) : Regina
- 1998 : Tentaciones (série télévisée) : Lorenza Segovia
- 1999 : Amor a las carreras (série télévisée)
- 2000 : Bala bume bum! (court métrage)
- 2002 : Agua y aceite (série télévisée) : Yolanda
- 2003 : Mirada de mujer: El regreso (série télévisée) : Adriana
- 2005 : ADN: La prueba (téléfilm)
- 2005 : La otra mitad del sol (série télévisée) : Soledad de Sáenz
- 2006 : Deja qué la vida te despeine (mini-série) : Claudia
- 2006 : Montecristo (série télévisée) : Victoria Sáenz
- 2009 : Pasión Morena (série télévisée) : Elena Sirenio
- 2011 : En Aguas Quietas (court métrage)
- 2012 : Amor cautivo (série télévisée) : Soledad Gustillo de Santacruz
- 2013 : Vivir a destiempo (série télévisée) : Beatriz Montenegro
- 2013 : The Life After
- 2013 : Club Sandwich : Paloma

Comme scénariste
- 2007 : Quemar las naves
- 2009 : Gregoria la cucaracha (série télévisée)
- 2013 : The Last Call
- 2013 : Prohibido amar (série télévisée, 1 épisode)
- 2016 : Los adioses
- 2016 : El hotel de los secretos (série télévisée, 81 épisodes)